# Claviceps junci
Claviceps junci är en svampart som beskrevs av J.F. Adams 1907. Claviceps junci ingår i släktet Claviceps och familjen Clavicipitaceae.   Inga underarter finns listade i Catalogue of Life.